# Christian Kukuk
Christian Kukuk (Warendorf, 4 de março de 1990) é um ginete alemão, campeão olímpico.

## Carreira
Apesar de sua origem familiar, as ambições esportivas de Christian Kukuk quando criança se concentravam no futebol. Embora já tivesse acompanhado a família em exposições hípicas, seu interesse pelo esporte equestre só começou aos 13 anos: apoiava o pai na arena de aquecimento e conversava com ele sobre seus passeios. Finalmente, Christian Kukuk começou a montar sozinho, inicialmente com sua mãe na estocada, e depois de quase um ano ele deu seus primeiros saltos.
Depois de se formar na escola, formou-se como balconista industrial, que concluiu como melhor em seu ano no distrito de Warendorf. Enquanto isso, Kukuk decidiu fazer da equitação sua profissão. Através do DOKR, ele contatou Ludger Beerbaum, em cujo centro de equitação em Riesenbeck Kukuk trabalha desde fevereiro de 2012.
No CHIO Aachen em 2016, Christian Kukuk caiu e a tripla fratura resultante no ombro exigiu um longo período de reabilitação. A partir de outubro de 2016 ele foi autorizado a montar novamente. Em dezembro do mesmo ano alcançou aquele que foi provavelmente o maior sucesso de sua carreira até o momento com o garanhão Limoncello, vencendo o Grande Prêmio do Festival Hall Riding Tournament de Frankfurt.
Nos Jogos Olímpicos de Verão de 2024 em Paris, Kukuk conquistou a medalha de ouro com duas corridas impecáveis em seu cavalo castrado da Vestfália Checker 47.